# فرودگاه بین‌المللی دیتون
فرودگاه بین‌المللی دیتون (به انگلیسی: Dayton International Airport) یک فرودگاه همگانی بهره‌برداری هوایی با کد یاتا DAY است که یک باند فرود آسفالت و بتن دارد و طول باند آن ۳۳۲۲ متر است. این فرودگاه در شهر دیتون کشور ایالات متحده آمریکا قرار دارد و در ارتفاع ۳۰۸ متری از سطح دریا واقع شده‌است.